# Friedhof Rahnsdorf
Koordinaten: 52° 26′ 16,7″ N, 13° 41′ 47,3″ O
Der Friedhof Rahnsdorf im Berliner Bezirk Treptow-Köpenick, Ortslage Rahnsdorf, wurde in den 1870er Jahren angelegt und 1877 eingeweiht. Er befindet sich seit dem Jahr 1904 im kommunalen Besitz. Die auf dem Gelände errichtete Friedhofskapelle ist ein Baudenkmal. Seit dem Jahr 2010 kümmert sich eine eigens gegründete Bürgerinitiative um die Restaurierung des Gebäudes.

## Geschichte
Rahnsdorf bei Berlin entwickelte sich aus einem Fischerdorf am östlichen Zipfel des Großen Müggelsees. Weil im 19. Jahrhundert immer mehr Familien hierher zogen, wurde das Straßen- und Wegenetz erweitert, um Baugelände für weitere Wohnhäuser zu schaffen. Dazu kam, dass die mittelalterliche Kirche und fast alle Fischerhäuser nach einem großen Brand vernichtet waren. Das Gotteshaus und die Wohnhäuser entstanden in den 1870er Jahren neu. Der um die alte Dorfkirche vorhandene kirchliche Bestattungsplatz reichte außerdem nicht mehr aus. Das neue Friedhofsgelände an der Fürstenwalder Allee (Eingang Heidelandstraße) kam durch Flächenspenden einiger Fischerfamilien zustande. Die Bestattung der Familienangehörigen der Bodengeber war dafür einige Jahre kostenlos.

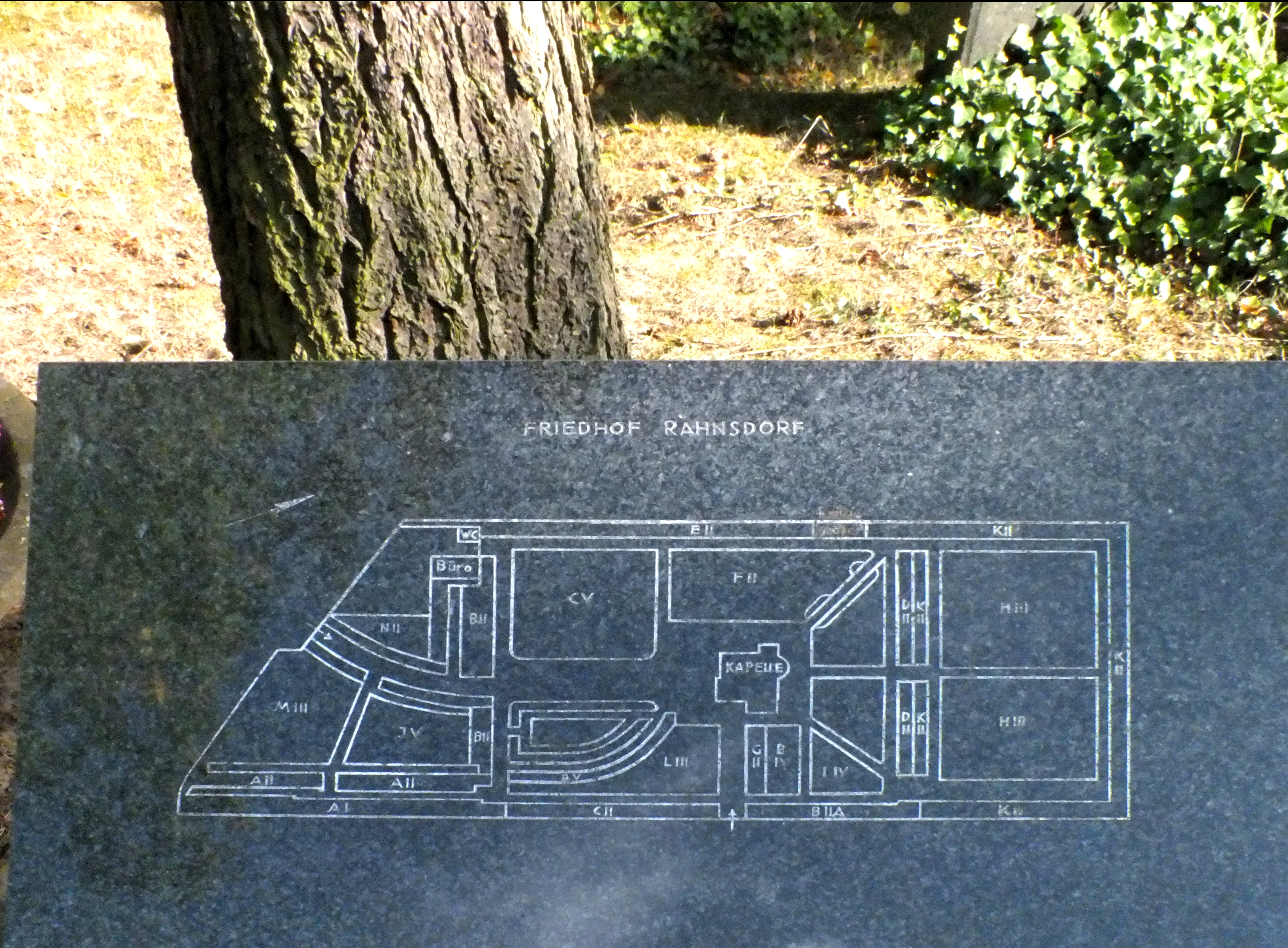
Lageplan des Friedhofs

Seit dem Jahr 1877 finden hier regelmäßig Beisetzungen statt. Im Jahr 1904 kaufte die Gemeinde das Areal. Wie es auf deutschen Friedhöfen üblich ist, gehört ein Trauerhaus dazu, und so wurde 1911/1912 etwa im Zentrum der Friedhofsanlage eine würdevolle Kapelle eröffnet. Die Wände im Inneren waren hellgrau angestrichen, darunter befand sich ein dunkelgraues Paneel. Dunkelblaue Ornamente schmückten die Holzbalkendecke. Die Apsiswände waren mit aufgemalten Säulen und bunten Blattranken verziert. Zur Ausstattung gehörten ein Harmonium und Buntglasfenster. 
Im Lauf der Jahre wurden die Wände immer wieder neu überstrichen, so dass bei Untersuchungen durch den Restaurator Thoralf Herschel im Jahr 2013 drei bis vier Farbschichten gefunden wurden, auch die Apsisbilder waren unter einer weißen Farbschicht verschwunden. Von den Fenstern war eines wohl im Zweiten Weltkrieg zerbrochen und durch eine einfache Notverglasung ersetzt worden. 
Nach Angaben des Bezirksamts soll die Kapelle unter Denkmalschutz stehen, findet sich jedoch nicht in der Berliner Baudenkmalliste (Stand 12. September 2013). Sie war aber bereits zu DDR-Zeiten in den 1970er Jahren als Baudenkmal gelistet.
Im Jahr 2010 gründeten mehrere Rahnsdorfer Einwohner, darunter die Familie Jutta Benedix-Ulrich und Bodo Benedix, eine Bürgerinitiative zur Restaurierung der Friedhofskapelle. Sie sammelten private Spendengelder, besuchten Archive und werteten alte Fotos aus, um vor allem den Originalzustand herauszufinden. Nach Kontakt mit dem Bezirksamt gelang es ihnen, dass im Jahr 2011 das Dach und die Fassade baulich instand gesetzt werden konnten. 

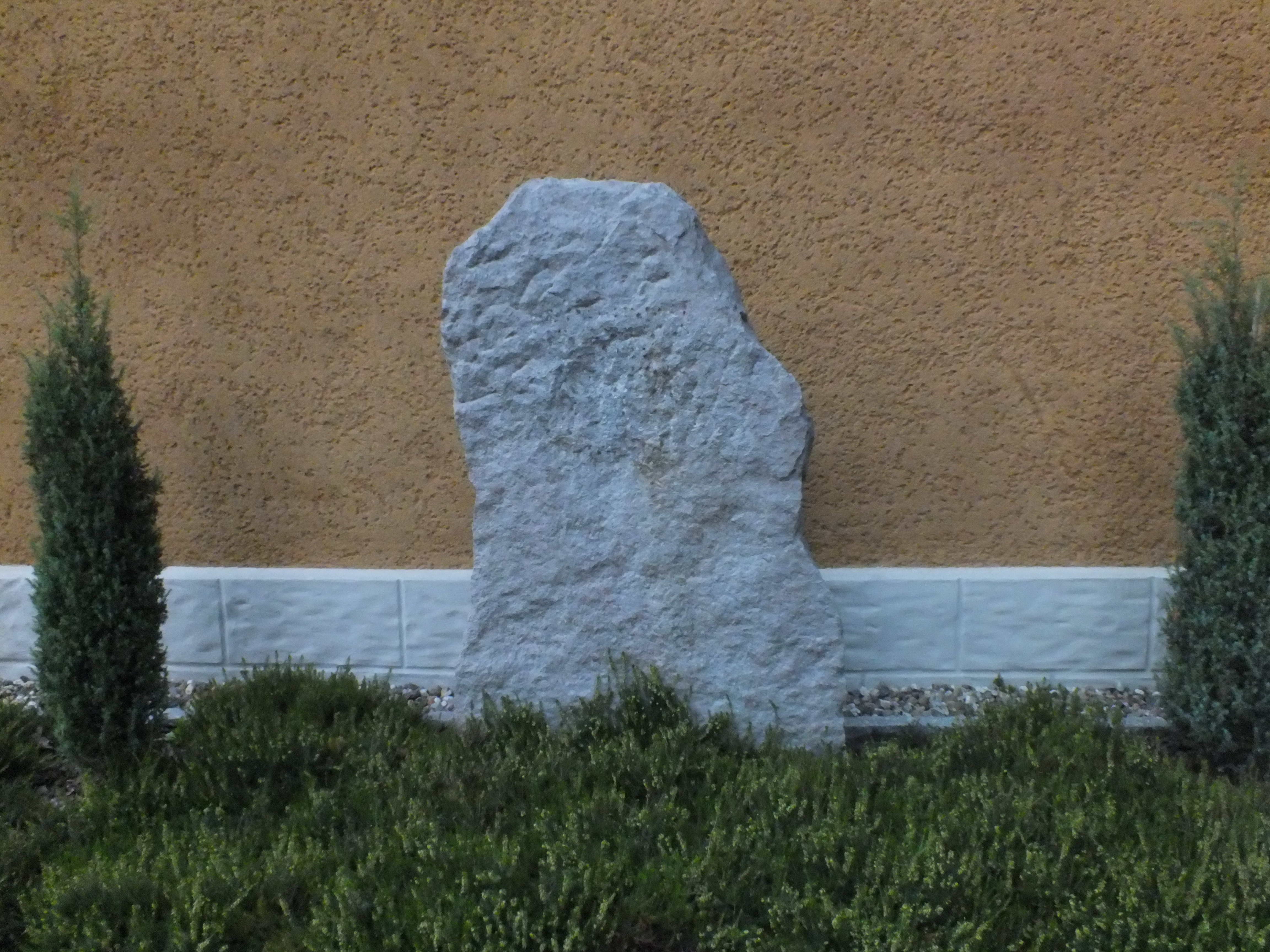
Grabstein mit verwitterter Inschrift vor der Kapelle

Vor der Südfassade wurde ein historischer Grabstein freigelegt. Ein ortsansässiger Glasermeister ersetzte das zerstörte Fenster mit dem ursprünglichen Motiv Vertreibung aus Ägypten, wie die Recherchen ergeben hatten. Dafür wandte die Initiative die ersten 4.300 Euro auf, der Glaser erledigte die Arbeiten zum halben Preis. Auf gleiche Weise kümmerte sich ein Orgelbauer aus Werder (Havel) um die Reparatur des Harmoniums. Zur Freude aller Beteiligten konnte so die 100-Jahr-Feier der Kapelleneinweihung im August 2012 in dem Haus stattfinden. Es ist mit 65 Polsterstühlen ausgestattet.

## Architektur der Kapelle

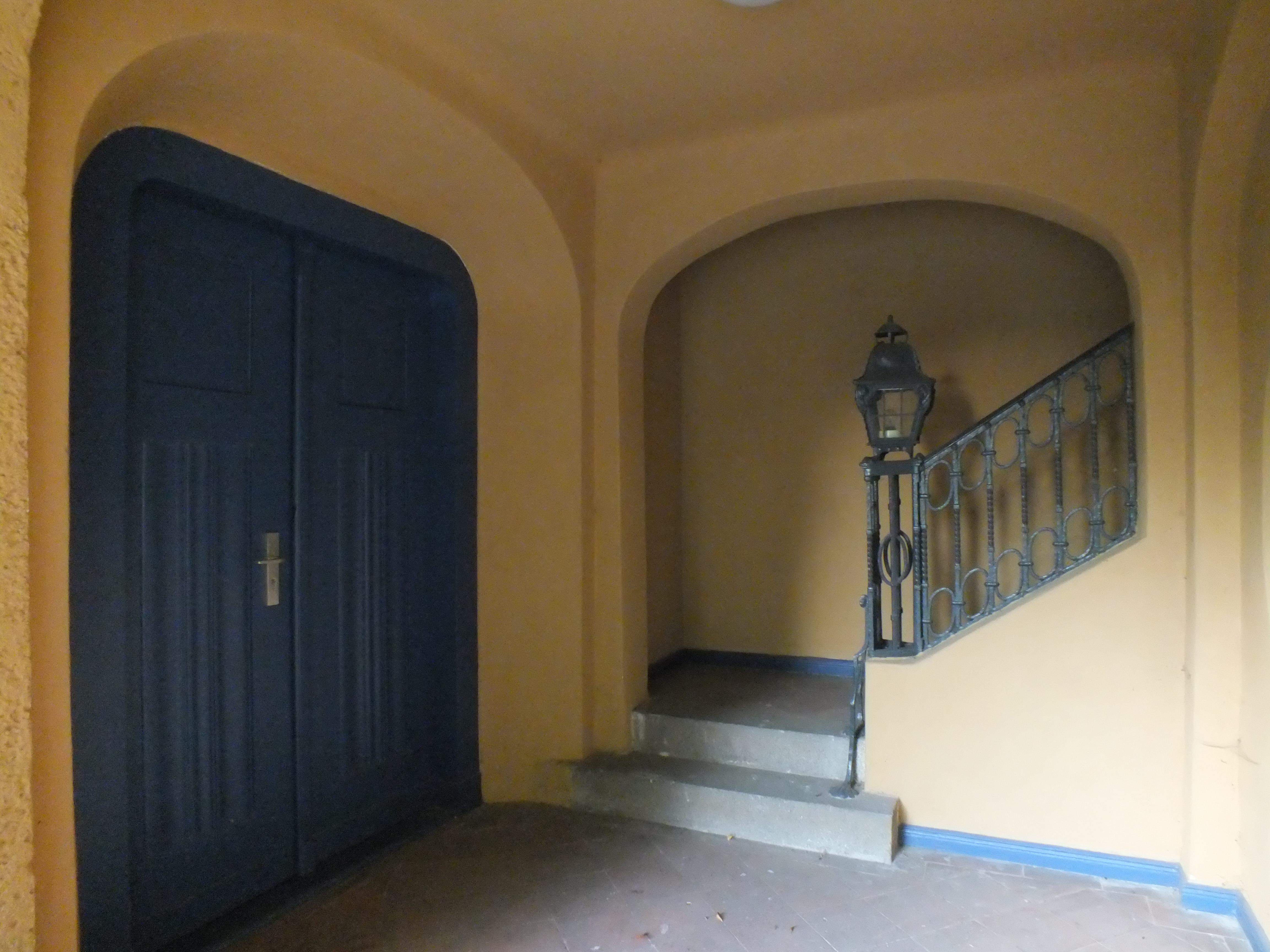
Eingangsbereich der Kapelle

Die Architekten Peter Jürgensen und Jürgen Bachmann lieferten nach Senatsangaben die Baupläne für das Kapellengebäude. Der Putzbau besitzt einen Grundriss von rund 150 Quadratmetern. Ein Lang- und ein Querhaus durchdringen sich fast in gleicher Höhe. Sie sind mit Ziegel-gedeckten steilen Satteldächern versehen und am östlichen Giebel befinden sich vierteilige schmale Kirchenfenster, die in der Höhe variieren. Die polygonale Apsis befindet sich auf der Nordseite der Kapelle. Die Apsisfenster sind mit Glasmalereien nach biblischen Motiven geschmückt. An der Westseite sind zwei Nebengebäude angebaut, die je einen quergestellten spitzen Giebel aufweisen. Die Außenflächen im Giebeldreieck sind mit kurvigen Rippen verziert und weisen vier kleine schmale Fenster auf.
Der Haupteingang in die Feierhalle auf der Südseite ist mit auffälligen kräftigen romanisierenden Steinsäulen gerahmt.

## Ausblick
Seit der ersten Sanierung fanden in der Kapelle Konzerte, Vorträge und Ausstellungen statt, für die jeweils eine Spende erbeten wurde. Die Bürgerinitiative plant regelmäßige Harmoniumskonzerte und hat dazu bereits Kontakte mit dem Konzerthaus Berlin am Gendarmenmarkt geknüpft. Durch diese Benefizveranstaltungen soll das noch fehlende Geld für weitere Instandsetzungsarbeiten eingespielt werden. Weil es in den Anfangsjahren üblich war,  Namen der Stifter für den Bau oder die Ausstattung am unteren Rand der Kirchenfenster einzuarbeiten, wird nun an diese Tradition angeknüpft: für alle Spender wird eine Namenstafel angebracht werden. Im Jahr 2014 begann die Innensanierung, deren Kosten sich auf mehr als 130.000 Euro beliefen. Zuerst wurde die Holzdecke erneuert, danach die Ornamentik freigelegt und teilweise neu gestaltet. Auch noch im Jahr 2017 waren die Arbeiten nicht abgeschlossen, nun kamen die Nebenräume an die Reihe. Außer den schon erwähnten Spenden von Firmen und Privatpersonen trägt das Bezirksamt Treptow-Köpenick jeweils die Hälfte der entstehenden Kosten.

## Weiteres auf dem Friedhof

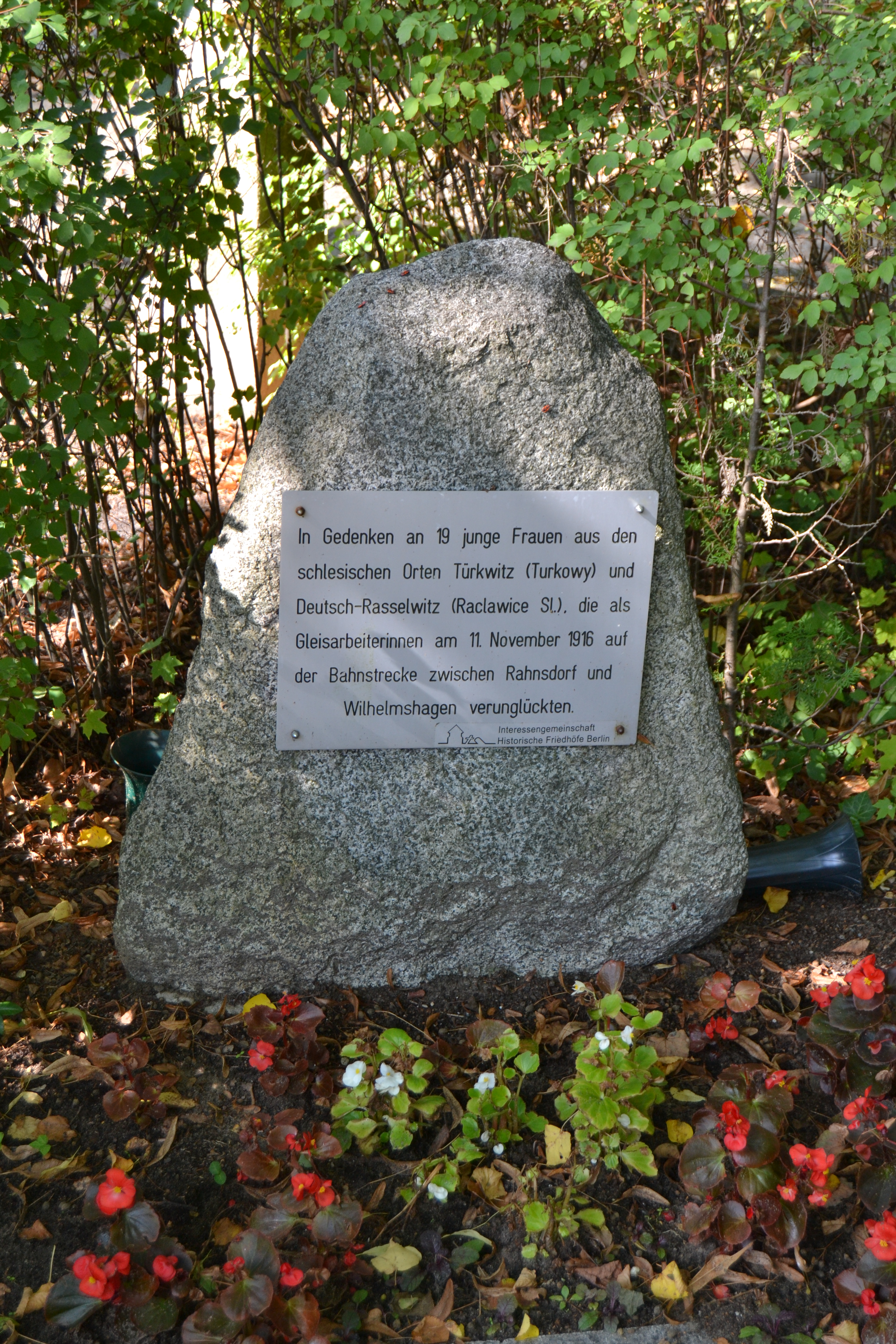
Gedenkstein für die Opfer des 1916 stattgefundenen Bahnunglücks

Der Besucher findet eine kleine Gedenkstätte für Opfer eines Eisenbahnunglücks, das sich 1916 in Rahnsdorf ereignete. Hier waren 19 schlesische Zwangsarbeiterinnen bei Gleisbauarbeiten von einem Zug erfasst und getötet worden. Die Toten wurden in einem Gemeinschaftsgrab unter großer Anteilnahme der Bevölkerung in der Nähe der Feierhalle beigesetzt.
Am Hauptgang entlang der Heidelandstraße sind mehrere Wandgrabmale aus den 1890er Jahren in historisierenden Formen erhalten.
Im Jahr 2025 wurden Gedenktafeln für zwei Rahnsdorfer Persönlichkeiten eingeweiht, den Maler Johann Fischer-Jung (1907–2001) und den Gaswerksgründer Emil Weiß (1857–1945).

## Beigesetzte Persönlichkeiten
- August Herrmann (1842–1915), Begründer der Wasserrettung auf dem Müggelsee[5]
- Fritz Höft (1925–1995), Chorpädagoge und -dirigent
- Richard Puls (1855–1942), Maler[5]
- Lutz Stückrath (1938–2020), Schauspieler und Kabarettist